# Alan King Tennis Classic 1983
L'Alan King Tennis Classic 1983 è stato un torneo di tennis giocato sul cemento. È stata la 12ª edizione dell'Alan King Tennis Classic, che fa parte del Volvo Grand Prix 1983. Si è giocato a Las Vegas negli USA, dal 18 al 24 aprile 1983.

## Campioni

### Singolare
Jimmy Connors ha battuto in finale  Mark Edmondson con il punteggio di 7–6, 6–1

### Doppio
Kevin Curren /  Steve Denton hanno battuto in finale  Tracy Delatte /  Johan Kriek con il punteggio di 6–3, 7–5